# 메트르 드 발레
메트르 드 발레(프랑스어: maître de ballet)는 발레단의 무용수를 훈련시키고 또한 안무를 맡는 사람에게 주는 칭호이다. 즉 교사 겸 안무가를 말한다. 또한 지휘자이며 동시에 창작자이기도 한 셈이다. 따라서 예술상의 절대자이며 모든 책임을 맡고 있다. 영어에서는 이를 발레 마스터라 부른다. 그리고 무용수의 훈련만을 담당하는 경우 이를 프로페스르(프로페서)라고 부른다. 또 메트르 드 발레이면서 무대에서 춤추는 사람도 있으며 이 경우는 메트르 드 발레 겸 제1무용수라는 칭호가 부여된다. 옛날엔 안무가만을 메트르 드 발레라고 부른 적도 있었다.